# Антон Вебер
Антон Вебер (нім. Anton Weber; нар. 1890 — пом. ???) — гауптшарфюрер СС, службовець концтабору Дахау. Злочинець голокосту.

## Життєпис
У 1927 році вступив у НСДАП, в 1931 - в СС. В 1938 році поступив на службу в Дахау, з 1941 року - начальник складу одягу. На складі також було майно убитих в'язнів таборів смерті Аушвіц та Майданек. Під контролем Вебера знаходились близько 50 в'язнів, до яких він жахливо ставився. Особливо жорстоко Вебер катував в'язнів, які намагалися вкрасти одяг зі складу.
Під час процесу над колишніми службовцями Дахау (США проти Антона Вебера і Йозефа Вольфа), який проходив 6-11 грудня 1946 року, американський військовий трибунал засудив Вебера до 18 років ув'язнення.

## Нагороди
- Медаль «За вислугу років у СС»
  - 4-го ступеня (4 роки; 1935)
  - 3-го ступеня (8 років; 1939)
  - 2-го ступеня (12 років; 1943)
- Медаль «За вислугу років в НСДАП»
  - В бронзі (10 років; 1937)
  - В сріблі (15 років; 1942)